# Rajon Beschankowitschy

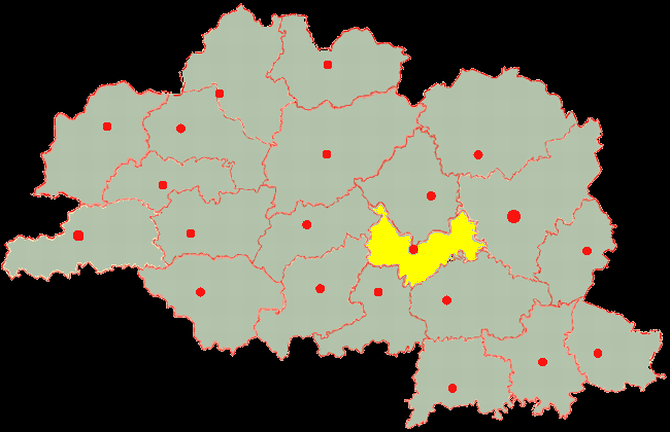
Rajon Beshankowitschy, Karte

Der Rajon Beschankowitschy (belarussisch Бешанковіцкі раён (Beschankowizki rajon); russisch Бешенковичский район (Beschenkowitschski rajon)) ist eine Verwaltungseinheit in der Wizebskaja Woblasz in Belarus mit dem administrativen Zentrum in der Siedlung städtischen Typs Beschankowitschy. Der Rajon hat eine Fläche von 1400 km² und umfasst 243 Ortschaften.

## Geographie
Der Rajon Beschankowitschy liegt im Zentrum der Wizebskaja Woblasz. Die Nachbarrajone sind im Norden Schumilina, im Nordosten Wizebsk, im Südosten Senna, im Südwesten Tschaschniki, im Westen Lepel und Uschatschy.

## Geschichte
Der Rajon Beschankowitschy wurde am 17. Juli 1924 gebildet.